# BLSカーゴRe486形電気機関車

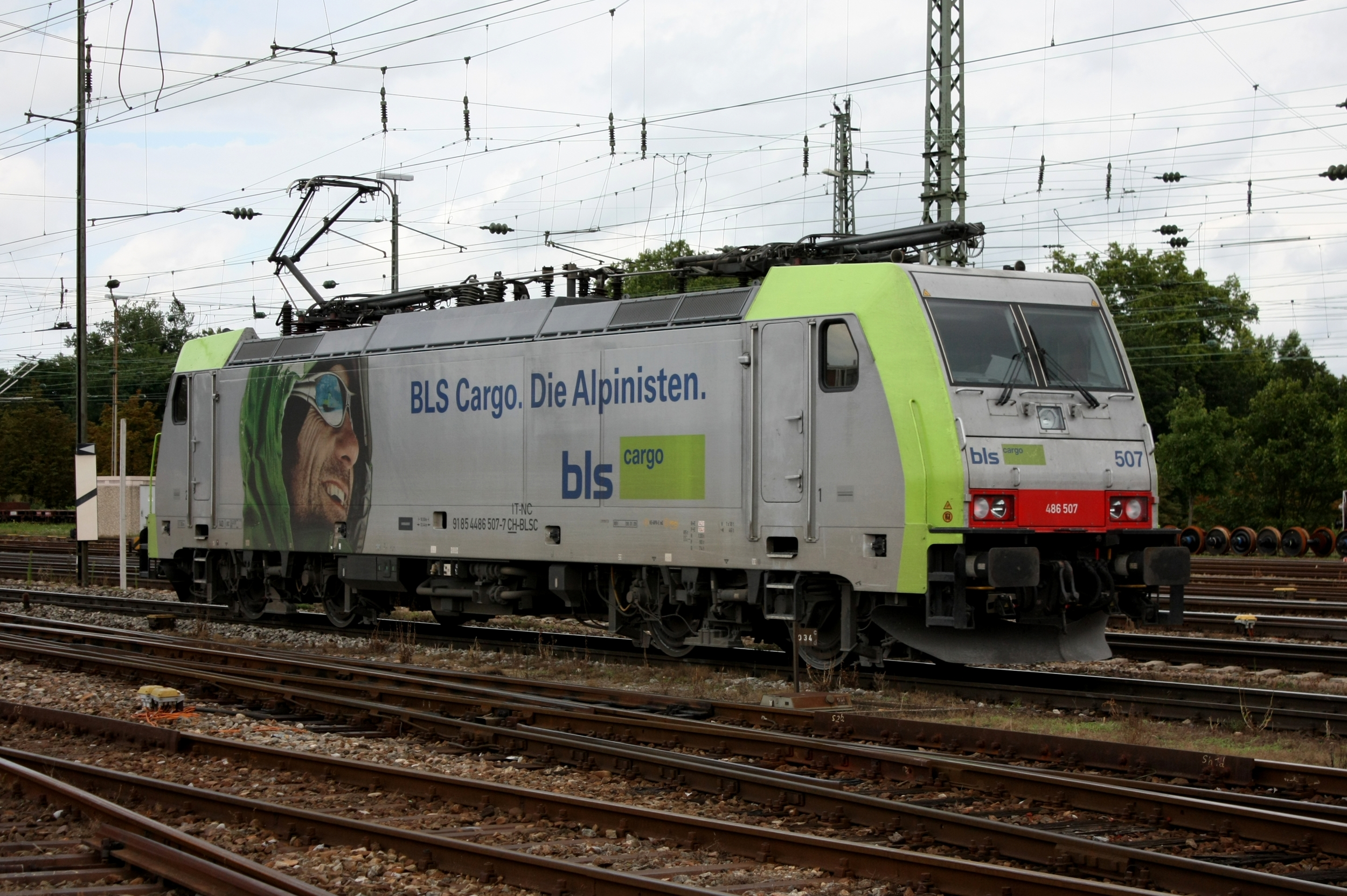
スイス国内、ドイツ、イタリアなどで広く運行されるRe486形、　バーゼル・バディッシャー駅、2010年

BLSカーゴRe486形電気機関車(BLSカーゴRe486がたでんきかんしゃ)は、スイス最大の私鉄であるBLS AGの貨物輸送部門であるBLSカーゴで使用されている電気機関車である。

## 概要
アルプス越えルートのひとつであるレッチュベルクルートを擁するBLS AGの貨物輸送部門であるBLSカーゴでは、ボンバルディア・トランスポーテーションの安価な複数国対応機であるTRAXXシリーズのF140 AC1型であるドイツ乗入用Re485形の増備を計画していたが、この増備をスイス連邦鉄道の貨物輸送部門であるSBBカーゴのRe484形と同等のイタリア国鉄に乗入可能な交直両用多電源機とすることとなったため、F140 MS型（DACHIコンフィグレーション）をRe486形として2007年に10両を発注し、2008年10月以降順次導入されているのが本機である。本機はBo'Bo'の車軸配置およびVVVFインバータ制御による27パーミルで700tの列車を牽引可能な最大300kNの牽引力と、ドイツ、オーストリア、スイス、イタリアの4カ国に対応できる各種装備を持つ。なお、車体、機械部分、台車、電機部分、主電動機の製造はすべてボンバルディア・トランスポーテーションが担当しており、本機のプラットフォームはRe485形のTRAXX 1からディーゼル機関車兼用プラットフォームであるTRAXX 2Eとなっている。
各機体の機番、UIC機番と製番、製造年は以下の通り
- 486 501-0 - 91 85 4486 501-0 CH-BLSC - 34396 - 2008年
- 486 502-8 - 91 85 4486 502-8 CH-BLSC - 34401 - 2008年
- 486 503-6 - 91 85 4486 503-6 CH-BLSC - 34404 - 2008年
- 486 504-3 - 91 85 4486 504-3 CH-BLSC - 34405 - 2008年
- 486 505-1 - 91 85 4486 505-1 CH-BLSC - 34422 - 2008年
- 486 506-9 - 91 85 4486 506-9 CH-BLSC - 34423 - 2008年
- 486 507-7 - 91 85 4486 507-7 CH-BLSC - 34426 - 2008年
- 486 508-5 - 91 85 4486 508-5 CH-BLSC - 34427 - 2009年
- 486 509-3 - 91 85 4486 509-3 CH-BLSC - 34433 - 2009年
- 486 510-1 - 91 85 4486 510-1 CH-BLSC - 34434 - 2009年

## 仕様

### 車体
- TRAXXシリーズ共通のドイツ系のデザインとなっており、車体は鋼製で前後に後退角を付け、車体隅部と肩部を斜めにカットした形態である。前面は連続窓デザインの2枚窓で、その下部中央に丸型前照灯を、前面下部左右に丸型前照灯と標識灯のユニットを配置しており、側面は平滑で乗務員室窓と乗務員室扉のみが設けられているが、TRAXX 2Eプラットフォームとしてのディーゼル機関車用ラジエターや燃料給油口の設置準備がなされている。
- 屋根は3分割で取外が可能となっており、前後部分は肩部に主電動機冷却気取入口のルーバーが並び、上部にはシングルアーム式のパンタグラフが2基ずつ計4基され、中央部は1段高くなっており高圧引通線が設置されている。
- 台枠は鋼材を箱型に組んで構成されており、台車もその中にはまり込む形で装備され、前後の連結器はねじ式連結器で角型の緩衝器（バッファ）が左右、フック・リングが中央にあるタイプで、その下部に大型のスノープラウが設置されている。機器室は3分割されており前後部は中央通路で補機類や発電ブレーキ抵抗器、主電動機用送風機が、中央部は片側通路で主変換装置とその冷却用送風機などが搭載され、主変圧器は床下に搭載されている。
- 運転室は右側運転台で、デスクタイプの運転台にはワンハンドル式のマスターコントローラーが設置され、計器類はほぼ全面的に液晶モニタ化され、このモニタはETCS[9]およびGSM-R[10]からなるERTMS[11]に対応した統合表示装置とされているほか、後方確認用カメラのモニタも兼用している。
- 塗装
  - 車体塗装はライトグレーをベースとして、前後の車体隅・肩部を黄緑色、前面下部を直流区間乗入識別用に赤として前面窓下にBLSカーゴのロゴと機番の下3桁が、左右前照灯間に小さく機番[12]が入れられており、側面は右側に大きくBLSカーゴのロゴとマークが、その上に"BLS Cargo. Die Alpinisten."もしくは"BLS Cargo. Gli Alpinisti."のレタリングが入り、車体左側には大きく登山装備の男性のイラストが入れられている。また、車体側面中央下部には機番がUIC方式の標記で入れられている。
  - 屋根上機器と屋根、床下機器と台車、スカートなどはダークグレーである。

### 走行機器
- 制御方式は主変換装置にIGBTを使用したコンバータ・インバータ式で、電源方式はAC15kV16 2/3Hzとフランス国鉄のAC25kV50Hz、イタリア国鉄のDC3000VとDC1500Vで、1台の主変換装置で台車毎の2台の主電動機を駆動するが、インバータ部は主電動機毎に制御する方式であり、装置は床下の主変圧器本体まで一体化されたユニットとして車体中央部に設置される。冷却方式は主変換装置のIGBTが水冷式、主変圧器がエステル樹脂による液冷式で冷媒冷却用のポンプとクーラーを装備しており、冷却風は屋根上中央部から吸入する。
- 主変圧器はアルミ筐体で出力は主変換装置用と列車暖房用、補機駆動用および蓄電池充電装置および機関車暖房用となっている。また、主変換装置はMitrac TC 3300と呼ばれるもので、耐圧6500VのIGBTを使用した変換ユニットをコンバータ部2台、インバータ部は主電動機毎に3台ずつ計6台使用し、これを2組搭載している。
- ブレーキ装置は電気ブレーキとして主変換装置による回生ブレーキを主として主に直流区間用として発電ブレーキを併用する方式とし、その他に空気ブレーキを装備する。
- 主電動機は定格出力1400kWかご形三相誘導電動機 を4台搭載し、最大牽引力300kNの性能を発揮する。冷却はファンによる強制通風式で、冷却風は屋根肩部の吸気口から吸入する。
- 台車は軸距2600mm、車輪径1250mm[13]のボルスタレス式台車で牽引力伝達はリンク式、枕バネ、軸バネともにコイルバネとしており、基礎ブレーキ装置はディスクブレーキで、動輪にブレーキディスクを組み込んだキャリパーブレーキ方式のものを装備する。
- 主電動機はコストダウンのためノーズサスペンド式の吊掛式に装荷されて一段減速式の駆動装置で動輪に伝達される方式となっている。
- そのほか、パンタグラフはシングルアーム式で、4基搭載しているうちの内側の2基がドイツおよびオーストリア国内用に最大幅1950mmのカーボン摺板を装備したTyp DSA200.06、外側のうち1基がスイス国内用[14]に最大幅1450mmのカーボン摺板を装備したTyp DSA200.07、もう1基がイタリア国内用に最大幅1450mmの摺板を装備したTyp DSA200系統のものとなっている。補助電源装置インバータ・コンバータ式で、直流区間ではインバータで交流化された電源を使用し、主電動機送風機と制御装置送風機2台ずつ、スクリュー式電動空気圧縮機1台、運転室用空調装置2台、ブレーキ抵抗器冷却用送風機、その他電動送風機と冷媒循環ポンプを駆動する。
- 保安装置として、スイス国内用のIntegraおよびZUB262、ETCS level 2のほか、ドイツおよびオーストリア国内用のLZBおよびPZB 90、イタリア国内用のRS 4/9 Codici付SCMT[15]を搭載するほか、重連総括制御装置としてZMSを搭載しており、スイス国鉄のRe420形およびRe620形とも重連総括制御が可能であり、また、Re425形のFV5ブレーキ装置の制御も可能となっている。

### 主要諸元
- 軌間：1435mm
- 電気方式：AC15kV 16.7Hz、DC3000V架空線式（AC25kV50HzおよびDC1500Vも使用可能）
- 最大寸法：全長18900mm、最大幅2977mm、屋根高3845mm
- 軸配置：Bo'Bo'
- 軸距：2600mm
- 自重：85t
- 走行装置
  - 主制御装置：IGBT使用のVVVFインバータ制御
  - 主電動機：かご形三相誘導電動機×4台（1時間定格出力：計5600kW[16]）
- 牽引力
  - 牽引力：300kN（最大出力、67km/hまで）
  - 牽引トン数：700t（27パーミル）
  - 電気ブレーキ力：240kN
  - ブレーキ力：300kN
- 最高速度：140km/h
- ブレーキ装置：回生ブレーキ、、発電ブレーキ、空気ブレーキ
- 保安装置
  - スイス：Integra、ZUB262、ETCS level 2
  - ドイツ、オーストリア：LZB、PZB 90
  - イタリア：SCMT mit RS 4/9 Codici

## 運行
- 本機は2008年以降シュピーツに配置されて順次運用に入り、ドイツおよびイタリアへの直通貨物列車の牽引に使用されている。
- ベルンとブリーク間のレッチュベルクルート（レッチュベルクトンネル）を越える貨物列車に使用され、27パーミル区間では単機では最大700t、重連では1300tを牽引するほか、ETCS level2を装備しているためレッチュベルクベーストンネルルートでも運用することができる。
- 欧州の列車運行のオープンアクセス化に伴いBLSカーゴは主要株主の一つであるDBカーゴとともにゴッタルドルートなどでの貨物運行も行っており、スイス全土、ドイツ、イタリアで広く運行されている。